# Kings and Queens (album)
Kings and Queens je čtvrté studiové album anglické punk rockové kapely Anti-Nowhere League.

## Seznam skladeb
1. "Degeneration" – 3:02
2. "Mother's Cunt" – 3:13
3. "Kings and Queens" – 3:33
4. "Just Another Day (In Paradise)" – 3:40
5. "Piggy (The Lesson of Life)" – 4:18
6. "Wet Dream" – 2:53
7. "Pump Action" – 4:41
8. "There Is no God" – 3:38
9. "Mission to Mars" – 4:10
10. "Am I Dead?" – 3:55
11. "Dead Heroes" – 3:43
12. "The Punk Prayer" – 4:17

## Sestava
- Animal – zpěv
- Jez – kytary
- Shady – basa
- PJ – bicí